# Jiří Hladík
Jiří Hladík O.Cr, ECLJ, prelát (* 7. prosince 1953, Rumburk) je český římskokatolický kněz, člen řádu křižovníků s červenou hvězdou, probošt litoměřické kapituly (2011-2024) a úřadující duchovní převor českého velkopřevorství orleánské obedience Vojenského a špitálního řádu sv. Lazara Jeruzalémského.

## Rodinné zázemí a studium
Pochází z pražské rodiny, která se přistěhovala do severočeského pohraničí, do šluknovského výběžku, v roce 1946. Narodil se 7. prosince 1953 v Rumburku. Jeho otec pracoval jako údržbář v domě u řádových sester sv. Cyrila a Metoděje, později i v ústavu sociální péče v Krásné Lípě (tzv. Palmovka), kde byly řádové sestry Vincentky – Dcery křesťanské lásky, které se staraly o mentálně postižené a staré lidi umístěné tehdejším komunistickým režimem do pohraničí. Blízkost řádových sester, mezi nimiž vyrůstal, na něho měla formační vliv vzhledem k budoucímu kněžskému povolání. Řeholní sestry ho také vzdělaly v základech katolické víry a katechismu. Biřmován byl kardinálem Štěpánem Trochtou. Vyučil se prodavačem smíšeného zboží, poté vystudoval potravinářskou průmyslovku v Pardubicích. Po vyučení rok pracoval v Plzni jako laborant ve státním veterinárním ústavu, pak odešel studovat ke kněžství do semináře v Litoměřicích.

## Kněžské působení

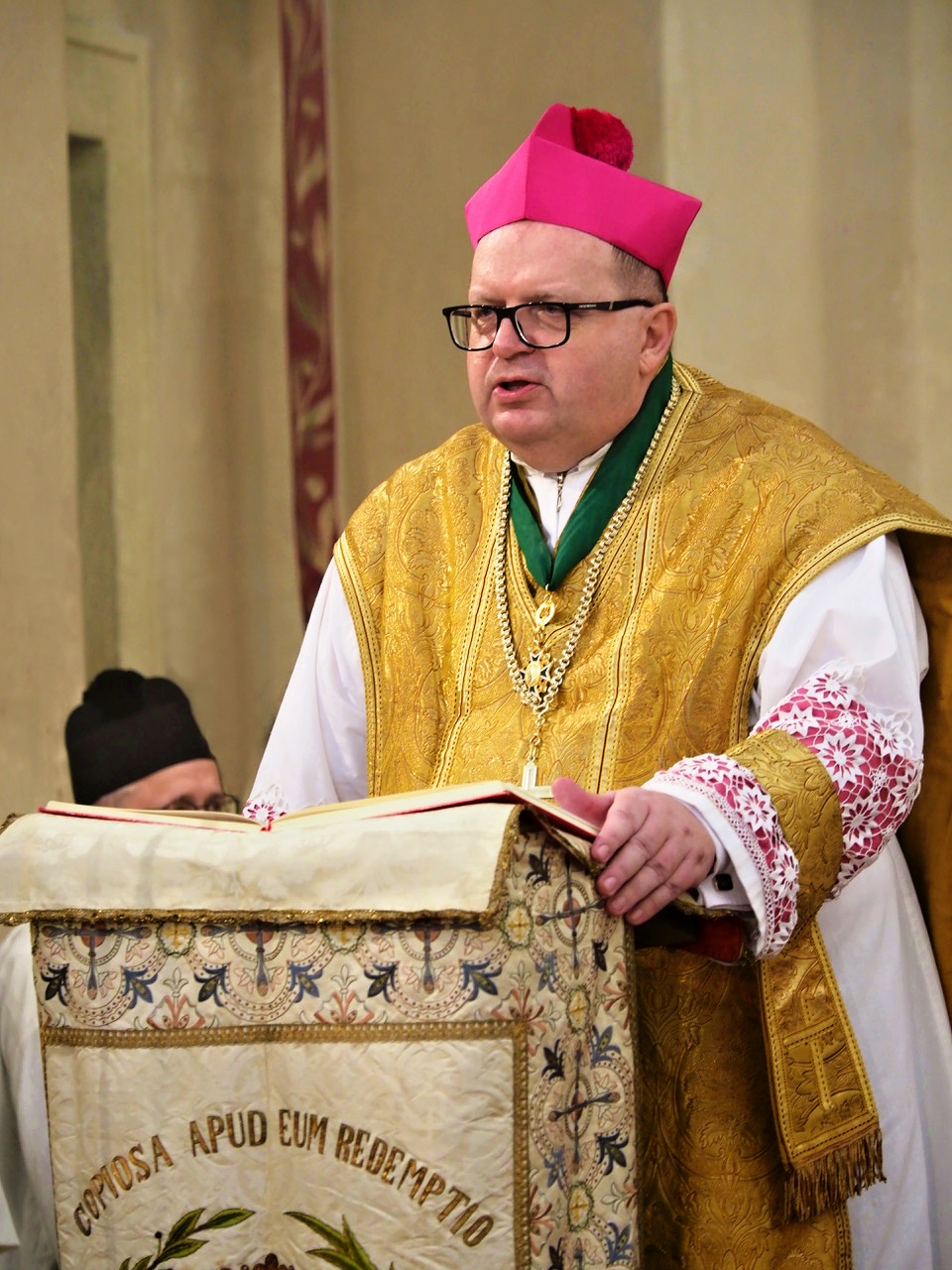
J.M.can. Jiří Hladík O.Cr, ECLJ při poutní mši v kostele Panny Marie Matky ustavičné pomoci a sv. Kajetána v Praze. 7. srpna 2020

Na kněze byl vysvěcen 26. června 1981. V kněžské službě působil postupně jako kaplan v Turnově, administrátor farnosti v Bystřici a v Libáni. Dále byl od 1. října 1990 duchovním správcem v Jablonném v Podještědí, a také okrskovým vikářem a děkanem v Turnově. 11. dubna 1995 se stal také sídelním kanovníkem kapituly sv. Štěpána v Litoměřicích s kanonikátem svatoštěpánským II.
V době svého turnovského působení se stal nejprve členem dominikánského řádu a přijal řeholní jméno Václav. Jeho formace v řeholním životě byla předznamenána působením řádových sester v dětství, později se zúčastňoval tajných filosofických přednášek významného dominikána Dr. Metoděje Habáně. Ještě v dětství jezdil do Jablonného v Podještědí, kde je hrob sv. Zdislavy. Zde na něho měl zase formační vliv kněz P. Jindřich Gajzler, OP., který Jiřího Hladíka pro dominikánský řád získal.
Od roku 1988 působil jako člen krajského výboru prorežimního Pacem in terris ve Východočeském kraji. V témže roce byl bez podpisu závazku získán pro spolupráci se Státní bezpečností, za tuto spolupráci byl finančně odměněn, nicméně tuto spolupráci o rok později ukončil.
Posléze se v roce 1994 stal členem Rytířského řádu křižovníků s červenou hvězdou.
V roce 1995 byl požádán o převzetí děkanství v Karlových Varech s kostelem sv. Máří Magdalény v tehdy nově vzniklé plzeňské diecézi, kde působil 13 let do roku 2008. Závěr jeho působení v lázeňském městě byl negativně zatížen úsilím města vybudovat kolem barokního kostela moderní architekturu, která by znehodnotila původní stavební dispozici Kiliána Ignáce Diezenhofera, stavitele kostela. Tyto městské stavební vize vedly umělecky a esteticky cítícího Hladíka k návratu do litoměřické diecéze.
Dne 15. září 2008 se stal farářem katedrály sv. Štěpána v Litoměřicích. Od 1. října 2008 do 31. března 2010 vykonával funkci kancléře litoměřické diecézní kurie. V rámci diecéze se stal od 16. března 2009 členem umělecko-technické rady a členem liturgické komise; v rámci litoměřického vikariátu od 1. ledna 2010 členem vikariátní rady. 12. února 2011 byl zvolen proboštem litoměřické kapituly sv. Štěpána a 14. února 2011 byl litoměřickým biskupem Janem Baxantem do funkce potvrzen s platností do 13. února 2014. Podle stanov litoměřické kapituly (Hlava II., čl. 1.), schválených dne 11. dubna 1995, mu jakožto proboštovi náleží vlastním právem také titul prelát. Dne 10. února 2014 byl kanovníky opět zvolen na pětileté funkční období. Následně byl 2. března 2014 spolu s J.M. can. Karlem Havelkou (který byl jmenován děkanem litoměřické kapituly) instalován biskupem Mons. Baxantem. V únoru 2019 byl litoměřickou kapitulou zvolen proboštem potřetí, opět na pětileté období.
Dne 12. září 2015 byl při slavné mši svaté v kostele Zvěstování Panny Marie v klášteře Teplá při generální kapitule českého velkopřevorství orleánské obedience Vojenského a špitálního řádu svatého Lazara Jeruzalémského přijat do řádu a uveden do hodnosti církevního komtura. Dne 10. září 2020 byl velkopřevorem a velmistrem Janem Josefem Dobrzenským jmenován generálním vikářem českého velkopřevorství. S úmrtím dosavadního duchovního převora českého velkopřevorství biskupa Františka Lobkowicze 17. února 2022 mu funkce generálního vikáře dočasně zanikla a podle stanov se stal úřadujícím duchovním převorem. Funkci by měl vykonávat až do jmenování nového duchovního převora.

## Osobní znak

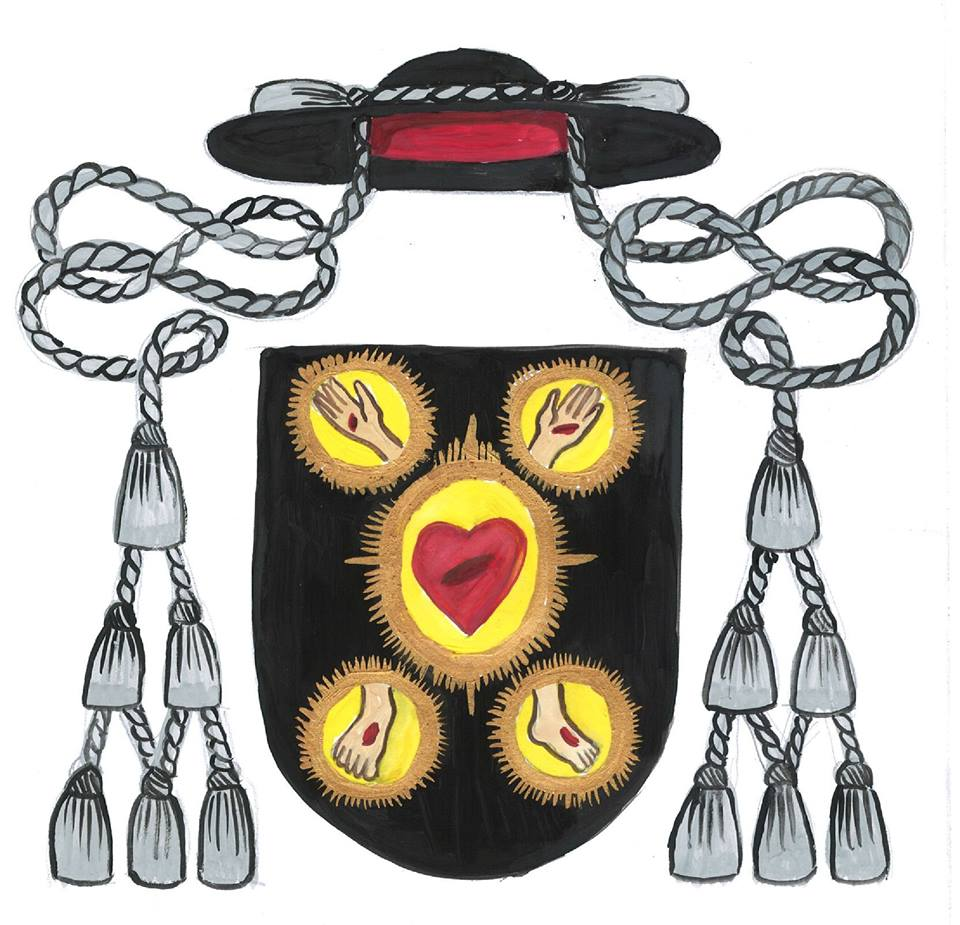
Znak probošta Hladíka (bez řádových dekorací)

V černém poli znározněné Kristovy rány. Převýšeno pastýřským kloboukem černé barvy s šesti střapci.
Jeho osobní heslo zní Praedicamus Christum crucifixum, česky Hlásám Krista ukřižovaného.